# Родріго де ла Серна
Родрі́го де ла Се́рна (ісп. Rodrigo de la Serna; нар. 18 квітня 1976, Буенос-Айрес) — аргентинський актор. Найвідоміший тим, що знявся у біографічному фільмі 'Щоденники мотоцикліста' у 2004 року як Альберто Гранадо, супутник Че Гевари, та в іспанському серіалі Netflix Паперовий будинок як 'Палермо'.

## Біографія і кар'єра
Кар'єру актора почав у 1997 році зі зйомок в серіалі «Півтора апельсина». У 2004 році відбувся його прорив у біографічному фільмі 'Щоденники мотоцикліста', за який він отримав нагороду 'Срібний Кондор' як найкращий актор.
Де ла Серна перебуває у стосунках з журналісткою Людмилою Ромеро, з якою у нього двоє дітей, народжені у 2019 та 2020 роках. Також він має дочку від попередніх стосунків з актрисою Ерікою Рівас.

## Фільмографія

### У кіно
- 1999: «Все та ж любов, все той же дощ».
- 2000: «Nueces para el amor».
- 2000: «Gallito ciego».
- 2004: «Че Гевара: Щоденники мотоцикліста».
- 2006: «Історія однієї втечі».
- 2009: «Тетро».
- 2016: «Сто років прощення».
- 2016: 《1+1. Порушуючи правила》.

### На телебаченні
- 1995: «Cybersix».
- 1997: Son o se hacen.
- 1997: «Півтора апельсина» (Naranja y media, телесеріал).
- 1999: «Vulnerables».
- 1999—2000: «Campeones de la vida» (телесеріал).
- 2000: «Nueces para el amor».
- 2000: «Okupas».
- 2000: «Calientes».
- 2000: «Tiempo Final»: епізоди «Huésped» і «Broma pesada».
- 2000: «П'ятеро друзів».
- 2003: «Чорне сонце».
- 2005: «Botines» (телесеріал).
- 2006: «Брати і детективи» (Hermanos y detectives).
- 2009: «MDQ Para todo el Mundo».
- 2009: «El torcan».
- 2019: «Паперовий будинок»

## Нагороди та номінації
- Володар премії Незалежний дух в номінації Кращий дебют за фільм «Че Гевара: Щоденники мотоцикліста» у 2004 році[5].
- Номінант премії BAFTA в номінації Краща чоловіча роль другого плану за фільм «Че Гевара: Щоденники мотоцикліста» у 2004 році[6].
- Номінант премії Гойя в номінації Кращий чоловічий акторський дебют за фільм «Сто років вибачення» у 2017 році[7].